# SN 2010ew
SN 2010ew – supernowa typu Ia odkryta 28 czerwca 2010 roku w galaktyce A183711+3037. W momencie odkrycia miała maksymalną jasność 16,60m.